# Echinosaura
Echinosaura es un género de lagartos de la familia Gymnophthalmidae. Se distribuyen por la mitad norte de Sudamérica y Panamá. 

## Especies
Se reconocen a las siguientes especies:
- Echinosaura brachycephala Köhler, Böhme & Schmitz, 2004[2]- Lagarto erizo de Quito.
- Echinosaura centralis Dunn, 1944[3]- Lagarto erizo colombiano.
- Echinosaura embera Vásquez-Restrepo & Daza, 2025[4] - Lagarto erizo del Darién.
- Echinosaura fischerorum Yánez-Muñoz, Torres-Carvajal, Reyes-Puig, Urgiles-Merchán & Koch, 2021[5]- Lagartos erizo de los Fischer.
- Echinosaura horrida Boulenger, 1890 - Lagarto erizo del Pacífico ecuatoriano/ espinosa, Corcho de agua
- Echinosaura keyi (Fritts & Smith, 1969) - Lagarto erizo de Cotacachi-Cayapas, Lagartija minadora tropical.
- Echinosaura orcesi Fritts, Almendáriz & Samec, 2002[6]- Lagarto erizo de Farallones.
- Echinosaura palmeri Boulenger, 1911 - Lagarto erizo del Darién/ de Palmer.
- Echinosaura panamensis Barbour, 1924 - Lagarto erizo de Panamá.

La especie Echinosaura sulcarostrum Donnelly, Macculloch, Ugarte & Kizirian, 2006fue trasladada a su género propio (Rheosaurus) en 2019.